# La mala ordina
La mala ordina è un film  italiano di genere noir del 1972, diretto da Fernando Di Leo. Il titolo provvisorio del film era Ordini dall'altro mondo, e il film costituisce il secondo capitolo della Trilogia del milieu, dopo Milano calibro 9 e prima de Il boss.

## Trama

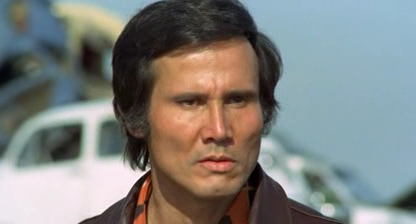
Henry Silva in una scena del film

Luca Canali è un piccolo sfruttatore di prostitute, ingiustamente accusato dalla sua organizzazione d'avere rubato a Corso, grosso trafficante, i proventi d'una spedizione di droga, incassati invece dal boss Don Vito Tressoldi. Due mafiosi americani, David Catania e Frank Webster, giunti a Milano, si mettono sulle sue tracce, mentre Tressoldi, nell'intento di catturarlo e consegnarlo agli americani, ne fa uccidere la moglie e la figlia. 
L'uomo, rivelatosi più duro del previsto, mette in atto la sua vendetta, eliminando sia Tressoldi, sia tutti i componenti della sua banda che avevano fatto ingiustamente ricadere la colpa su di lui; quindi, dopo aver dato loro appuntamento in uno sfasciacarrozze, uccide anche i due sicari americani.

## Produzione
Il titolo provvisorio era Ordini da un altro mondo. Le riprese del film si svolsero a Roma nei Dear Studios e in alcune location a Milano.
La trama è liberamente tratta dal racconto di Giorgio Scerbanenco Milano Calibro 9, nonostante il titolo venga usato da Di Leo per un altro film, Milano calibro 9.

## Distribuzione
Distribuito nei cinema italiani il 2 settembre 1972, La mala ordina ha incassato complessivamente 852.404.000 lire dell'epoca.

## Collegamenti ad altre pellicole
- Il film è citato, alcuni anni dopo, in Liberi, armati, pericolosi. Nella scena all'autodemolizione, uno dei tre ragazzi (Benjamin Lev) cita a voce alta il titolo del film, mentre gli altri due (Stefano Patrizi e Max Delys) uccidono due uomini.

## Curiosità
- Le tre moto usate nella scena della rissa al Parco Lambro al minuto 25 del film sono:

- Laverda 750 SF rossa con sella bianca
- Honda CB750 four candy gold
- Kawasaki H1 Mach III blu